# Pandanus recavisaxosus
Pandanus recavisaxosus är en enhjärtbladig växtart som beskrevs av Harold St.John. Pandanus recavisaxosus ingår i släktet Pandanus och familjen Pandanaceae.
Artens utbredningsområde är Nya Kaledonien. Inga underarter finns listade.